# Condado de Navarra

Mapa de las conquistas de Alfonso I donde se puede apreciar el condado de Navarra

El condado de Navarra fue la denominación dada en 1087 a una porción del núcleo central del reino de Pamplona de límites imprecisos que comprendía un territorio con las poblaciones de Pamplona, Tafalla, Falces, Monjardín, Leguín y otras. Este territorio estaba bajo vasallaje del rey Alfonso VI de León y su gobierno fue encomendado al conde Sancho Sánchez, hijo de Sancho Macerátiz y de Andregoto. De esta forma Alfonso VI, reconocía como rey en estas tierras, bajo juramento de homenaje, a los reyes de Aragón Sancho Ramírez y a sus descendientes, Pedro I y Alfonso I el Batallador.